# Пизония
Пизо́ния (лат. Pisonia) — род вечнозелёных растений семейства Никтагиновые (Nyctaginaceae).
Название этого рода образовано от фамилии нидерландского физика и натуралиста из Амстердама Виллема Писо.

## Описание
Растения выделяют липкое вещество, благодаря которому они получили название «дерево-птицелова».
Многие виды весьма декоративны главным образом благодаря своим ярким цветкам, собранным обычно в верхушечные соцветия, и крупным пурпурным, красным, оранжевым или белым прицветникам, служащим для привлечения насекомых-опылителей. Некоторые виды цветут крошечными белыми трубчатыми цветками, из которых развиваются липкие плоды. У большинства видов можно заметить относительно крупный размер листа, до 40 см в длину.

## Распространение
Виды Пизонии — деревья и крупные кустарники, произрастающие в тропиках и субтропиках. В природе большинство видов этого рода встречается на островах южной части Тихого океана: Норфолк, Квинсленд, Новая Зеландия. Некоторые из них встречаются в Австралии, на Гавайских островах, в материковой Америке. На острове Норфолк прорастает около 20 видов Пизонии.

## Применение
Некоторые никтагиновые используются в народной медицине. Помимо использования в народной медицине при лечении артрита, простудных заболеваний и снятия воспалительных процессов активно используют древесину как топливо, строительный материал. А культивирование дерева позволило использовать некоторые виды как декор в ландшафтном дизайне.

## Виды
Род включает около 27 видов деревьев и кустарников:
- Pisonia aculeata L. — Пизония колючая[3]
- Pisonia albida (Heimerl) Britton
- Pisonia ambigua Heimerl
- Pisonia byrsonimifolia Heimerl & Ekman
- Pisonia calafia León de la Luz & R.A.Levin
- Pisonia capitata (S.Watson) Standl.
- Pisonia costata (Bojer) Choisy
- Pisonia donnellsmithii Heimerl ex Standl.
- Pisonia ekmanii Heimerl
- Pisonia flavescens Standl.
- Pisonia floribunda Hook.f.
- Pisonia grandis R.Br. — Пизония большая[4]
- Pisonia horneae Trejo & Caraballo
- Pisonia indecora Heimerl
- Pisonia jamaicensis Proctor ex Caraballo, K.Campbell & S.J.Cross
- Pisonia macranthocarpa Donn.Sm.
- Pisonia margaretiae Proctor
- Pisonia ochracea Heimerl
- Pisonia petenensis Lundell
- Pisonia petiolaris (Griseb. ex Heimerl) Heimerl
- Pisonia proctorii Lundell
- Pisonia roqueae Trejo & Caraballo
- Pisonia rotundata Griseb.
- Pisonia silvatica Standl.
- Pisonia subcordata Sw.
- Pisonia taina Trejo
- Pisonia zapallo Griseb.

Некоторые виды, ранее включавшиеся в род Pisonia, сейчас относятся к роду Ceodes:
- Pisonia brunoniana Endl. = Ceodes brunoniana (Endl.) Skottsb.[5]
- Pisonia umbellifera (J.R.Forst. & G.Forst.) Seem. — Пизония зонтичная[4] = Ceodes umbellifera J.R.Forst. & G.Forst.[6]